# Вирилизм
Вирилизм — (лат. virilis — мужской, свойственный мужчине) — развитие мужских вторичных половых признаков, применительно к обоим полам.
Мужские вторичные половые признаки: понижение и огрубление голоса, рост волос на лице и теле по мужскому типу, превращение пушковых волос на лице и теле в терминальные, усиление секреции пота и изменение его запаха, у мужчин — увеличение размеров полового члена и яичек до генетически заданного максимума, пигментация мошонки и развитие складчатости кожи мошонки, пигментация сосков, формирование мужского типа лица и скелета, увеличение размеров простаты и количества секрета в ней. При определённой генетической предрасположенности андрогены могут вызывать облысение головы по мужскому типу,
увеличивается мышечная масса и сила,  снижается общее количество подкожного жира и уменьшается индекс жировой массы по отношению к мышечной массе, но могут увеличиться отложения жира по мужскому типу (на животе), при одновременном уменьшении отложений жира в типично женских местах (ягодицы, бёдра и грудь).
У женщин андрогены в характерных для мужчин концентрациях вызывают увеличение размеров клитора и половых губ и сближение половых губ (что делает их более похожими на мошонку), частичную атрофию молочных желёз, матки и яичников, прекращение менструаций и овуляций, бесплодие. У беременной на ранних стадиях высокие концентрации андрогенов вызывают выкидыш в связи с остановкой роста размеров матки и создающейся в матке «теснотой» для плода, несмотря на то, что сами по себе андрогены вызывают расслабление мускулатуры матки подобно прогестерону.